# Doleț, Silistra
Doleț (în bulgară Долец, în română Dere-Mahle) este un sat în comuna Dulovo, regiunea Silistra, Dobrogea de Sud, Bulgaria. 
Între anii 1913-1940 a făcut parte din plasa Accadânlar a județului Durostor, România.

## Demografie
Componența etnică a satului Doleț
     Romi (20,44%)
     Turci (77,12%)
     Nicio identificare (1,82%)
     Bulgari (0%)
     Altele (0,6%)
La recensământul din 2011, populația satului Doleț era de 494 locuitori. Din punct de vedere etnic, majoritatea locuitorilor (77,12%) erau turci, cu o minoritate de romi (20,44%). Pentru 1,82% din locuitori nu este cunoscută apartenența etnică.

### Recensământul românesc din 1930
Componența etnică a comunei Dere-Mahle (județul Durostor)
     Turci (98,92%)
     Altă etnie (1,08%)
Componența confesională a comunei Dere-Mahle
     Musulmani (98,92%)
     Altă religie (1,08%)
Conform recensământului efectuat în 1930, populația comunei Dere-Mahle se ridica la 559 locuitori. Majoritatea locuitorilor erau turci (98,92%). 6 persoane nu au declarat etnia. Din punct de vedere confesional, majoritatea locuitorilor erau musulmani (98,92%). 6 persoane nu au declarat religia.